# Musica sperimentale
La musica sperimentale (o, in inglese, experimental music), è una tradizione compositiva, nata attorno al XX secolo, le cui partiture prevedono risultati imprevedibili. Il termine fu coniato dal musicista John Cage nel 1955, che ne fu anche uno dei massimi e più influenti esponenti. Cage definì che "un'azione sperimentale è quella il cui risultato non è prevedibile".
Più in generale il termine "sperimentale" viene usato assieme a definizioni di genere per descrivere forme musicali che tendono ai limiti di un genere definito, oppure il cui approccio sia determinato da ibridazioni di stili o che incorpori elementi eterodossi, nuovi, distintamente unici (Anon. [n.d.]a). Su questa linea, il termine viene spesso usato per descrivere stili di musica transetnica, che mescolano sonorità riconoscibili, ma di diverse provenienze geografiche.
Il termine venne inoltre usato con valenza molto diversa sul finire degli anni cinquanta per definire composizioni controllate da un computer, oppure, in altri casi, veniva usato in sostituzione di musica elettronica o anche di musica concreta.

## Origini e definizione
cTra l'8 e il 18 giugno 1953, il compositore francese Pierre Schaeffer, assieme al Groupe de Recherches de Musique Concrète (GRMC) organizzarono la Prima Decade Internazionale della Musica Sperimentale, che sembrò essere un tentativo di Schaeffer di invertire la tendenza ad identificare la musique concrète nella elektronische Musik tedesca, proponendo l'inclusione della musica concreta, dell'elektronische Musik, della tape music e della world music nella categoria di "musica sperimentale" (Palombini 1993, 18). La pubblicazione di tale manifesto ritardò di 4 anni (Schaeffer 1957), nel corso dei quali Schaeffer, pur non abbandonando mai il termine "musique expérimentale", iniziò a preferire il termine "recherche musicale" (musica di ricerca) (Palombini 1993a, 19; Palombini 1993b, 557).
Il termine fu anche usato nel 1955 da John Cage, che in accordo con la propria definizione sostenne che "un'azione sperimentale è quella il cui risultato non è prevedibile" (Cage 1961, pag. 39), ed è rilevante sottolineare il suo particolare interesse ad opere che includessero nell'esecuzione esiti imprevedibili (Mauceri 1997, p. 197). La pubblicazione dell'articolo di Cage fu anticipato di qualche mese dall'interpretazione che Wolfgang Edward Rebner espose in una conferenza dal titolo “Amerikanische Experimentalmusik" tenutasi al Darmstädter Ferienkurse il 13 agosto 1954. L'interpretazione di Rebner estendeva questo concetto includendovi compositori come Charles Ives, Edgard Varèse ed Henry Cowell che come Cage focalizzarono la loro attenzione sul suono più che sul metodo compositivo (Rebner 1997).
Michael Nyman (1974) utilizza il termine "sperimentale" per descrivere i lavori dei compositori americani (John Cage, Christian Wolff, Earle Brown, Meredith Monk, Malcolm Goldstein, Morton Feldman, Terry Riley, La Monte Young, Philip Glass, John Cale, Steve Reich, etc.) ma anche compositori come Gavin Bryars, Toshi Ichiyanagi, Cornelius Cardew, John Tilbury, Frederic Rzewski, e Keith Rowe (Nyman 1974, 78–81, 93–115). Nyman inoltre contrappone la musica sperimentale all'avanguardia europea dello stesso periodo (Karlheinz Stockhausen, Pierre Boulez, Iannis Xenakis, Mauricio Kagel, Harrison Birtwistle, Luciano Berio e Sylvano Bussotti) per i quali "l'identità di una composizione è di importanza preponderante" (Nyman 1974, 2 and 9). La parola "sperimentale" in altri casi "fornisce la comprensione di se stessa, che non deve essere interpretato come una descrizione di un atto che può essere giudicato come successo o fallimento, ma semplicemente come un'azione di cui l'esito è sconosciuto" (Cage 1961, 13).
David Cope descrive quella sperimentale come musica "che rappresenta il rifiuto allo status quo" (Cope, 1997, 222). Anche David Nicholls sostiene sulla stessa linea che "...più generalmente, la musica d'avanguardia può essere vista come l'ala più oltranzista della tradizione, mentre la musica sperimentale si trova al di fuori di essa" (Nicholls 1998, 318).
Warren Burt avverte che, come "combinazione di tecniche marginali e di determinato atteggiamento esplorativo", la musica sperimentale richiede una definizione vasta ed aperta ad un'ampia serie di possibilità, includendo fra queste "influenze e lavori di matrice cageiana sviluppati con bassa tecnologia, improvvisazione, sound poetry, linguistica, costruzione di nuovi strumenti musicali, multimedia, music teatre e community music, e tutte quelle attività fatte con il fine di trovare quelle musiche che "ancora non ci piacciono" [citando Herbert Brün] all'interno di "un ambiente di ricerca" [citando Chris Mann] (Burt 1991, 5).
Leonard B. Meyer, d'altra parte, include nella "musica sperimentale" compositori come Berio, Boulez e Stockhausen, nonché le tecniche di "totale serialismo" (Meyer 1994, 106–107 and 266), tenendo conto che "non esiste un'unica o addirittura preminente, musica sperimentale; ma piuttosto: una serie di diverse idee e metodi di essa" (Meyer 1994, 237).
Negli anni cinquanta Lejaren Hiller ed L. M. Isaacson usano il termine musica sperimentale descrivendo composizioni controllate dal computer, nel senso "scientifico" del termine (Hiller and Isaacson 1959) predicendo composizioni basate su tecniche musicali stabilite (Mauceri 1997, 194–95). Il termine "musica sperimentale" fu quindi usato contemporaneamente per la musica elettronica, e per la prima musica concreta di Schaeffer e Henry in Francia (Vignal 2003, 298). È poi da sottolineare la coincidenza del termine anche per la Downtown music, specialmente nell'uso che Micael Nyman ne fa nel suo libro Experimental Music: Cage and Beyond (1974).

## Storia

### Antecedenti influenti
Un certo numero di compositori americani del XX secolo, vedono come antesignani di John Cage la "American Experimental School" che comprendeva autori come Charles Ives, Charles and Ruth Crawford Seeger, Henry Cowell, Carl Ruggles e John Becker (Nicholls 1990).

### Scuola di NY
Artisti: John Cage, Earle Brown, Christian Wolff, Morton Feldman, David Tudor

### Musica concreta
La musica concreta è una forma di musica elettroacustica che utilizza il suono acusmatico come risorsa compositiva. I materiali di composizione non sono ristretti all'inclusione di sonorità derivanti da strumenti musicali o voci, ne da elementi tradizionalmente concepiti come musicali (melodia, armonia, ritmo, metrica ecc...). L'impianto teorico di tale estetica fu sviluppato nel corso degli anni quaranta dal francese Pierre Schaeffer.

### Fluxus
Fluxus fu un movimento artistico iniziato negli anni sessanta caratterizzato da forte teatralità ed uso di vari mezzi di comunicazione. Un altro aspetto musicale che caratterizzò il movimento Fluxus fu l'uso di urla primitive nelle performance mutuate dal primal therapy. Yōko Ono usò queste tecniche (Bateman [n.d.]).

### Improvvisazione libera
L'improvvisazione libera o free improvisation è una forma di improvvisazione musicale priva di ogni regola e basata esclusivamente sulla logica o l'inclinazione del musicista o dei musicisti coinvolti. Il termine può riferirsi sia a una tecnica (impiegata da qualsiasi musicista in qualsiasi genere) che ad un genere musicale a sé stante.
Primi esempi di improvvisazione libera si trovano in artisti come Karlheinz Stockhausen, Battiato, Nuova Consonanza, i jazzisti Ornette Coleman, Don Cherry, John Coltrane, Archie Shepp, Albert Ayler, Cecil Taylor, Anthony Braxton, Derek Bailey, Tony Oxley, Evan Parker e il Gruppo Romano Free Jazz.

## Influenze della musica sperimentale

### 1960-1980
Nel 1963 Frank Zappa, prima di divenire famoso per il suo contributo alla musica rock, fece un'apparizione allo Steve Allen Show eseguendo un brano di musica sperimentale dal titolo Playing Music on a Bicycle in una performance molto simile a Water Walk di John Cage eseguita per la televisione americana nella trasmissione I've Got a Secret nel 1960 ed in Italia nel telequiz Lascia o raddoppia?. Sul finire degli anni sessanta gruppi come Beach Boys e Beatles iniziarono ad inserire sonorità ed influenze musicali estranee alla musica pop di quel periodo: sia elementi e strumenti di musica non occidentale, sia idee, concetti e tecniche prese a prestito dalla musica classica e dalla contemporanea. Sperimentarono poi con ogni tipo di tecniche di registrazione. Oltre a questi artisti mainstream, artisti più underground come Velvet Underground, Pink Floyd, Frank Zappa, Captain Beefheart, White Noise e Residents incorporarono elementi di musica sperimentale sviluppati da Edgard Varèse, La Monte Young, Cage e dalla musica minimale introducendo Tecniche di estensione come l'uso di feedback e di effetti elettrici ed elettronici. I Residents negli anni settanta iniziarono a mescolare ogni tipo di genere musicale unendo musica pop, musica elettronica, musica sperimentale con produzione di film, fumetti e performance art (Ankeny [n.d.]). Sia Fred Frith che Keith Rowe esplorarono alcune delle possibilità di sperimentazione offerte dalla chitarra preparata.
I Throbbing Gristle estesero la propria ricerca all'utilizzo di rumori elettronici e tecniche cut-up utilizzando brevi spezzoni di nastro magnetico preregistrato. Altri artisti che utilizzarono elementi di musica sperimentale furono Franco Battiato, Brian Eno, John Zorn, Pere Ubu, Can, Robert Wyatt, Robert Fripp, Diamanda Galás, Cabaret Voltaire, Boyd Rice ecc.
Nei tardi '70 Rhys Chatham, dopo aver lavorato per qualche tempo con LaMonte Young mescolò idee della musica sperimentale con il punk rock nel suo brano Guitar Trio, Lydia Lunch mescolò lo spoken word con il punk rock ed i Mars esplorarono nuove tecniche di chitarra slide. Arto Lindsay disinteressandosi ad ogni tipo di pratica musicale, sviluppò una tecnica personale ed atonale. DNA e James Chance furono altri nomi noti della scena no wave, movimento che, come il Fluxus, mescolava performance art e musica (Masters 2007) venendo associato alternativamente all'avanguardia, al punk degli anni settanta e al rock sperimentale (Anon. [n.d.]b).

### 2000-tempi attuali
Un esempio italiano di musica sperimentale si ha, sul finire degli anni 10 del 2000, col progetto Kaffee Schernikau di Milano. La band unisce rare performance artistiche a letture poetiche o live paintings. Le partiture vertono su minimal electronic, ambient e influenze disparate eseguite tutte con un basso elettrico ed effettistica di diversa origine. Per ragioni non note la band si richiama all'immaginario della DDR e allo scrittore comunista omosessuale Schernikau. Sempre per quanto riguarda l'Italia troviamo il bassista Davide Laugelli che compone album per due bassi e batteria, in alcuni brani i bassi arrivano a quattro, e che durante i live lascia una considerevole parte della scaletta all'improvvisazione.

## Parole chiave
- Musica aleatoria - Un termine coniato da Werner Meyer-Eppler e utilizzato da Boulez e altri compositori d'avanguardia (in Europa) per fare riferimento a una forma limitata di indeterminatezza, chiamata anche "controlled chance". Poiché questa definizione è stata spesso non compresa, il termine è spesso (e anche un po' imprecisamente) usato intercambiabilmente con, o in termine di, "indeterminatezza".
- Notazione grafica - Musica che è scritta sotto forma di diagramma o disegni al posto dell'utilizzo di notazioni "convenzionali" (come pentagrammi, chiavi musicali, note, etc.).
- Indeterminatezza musicale - Correlata alla 'chance music' (uno dei termini utilizzati da Cage). È un tipo di musica, in cui il compositore introduce elementi di opportunità o imprevedibilità sia per quanto riguarda la composizione o le proprie performance. Questo termine è utilizzato dai compositori sperimentali, esecutori e studenti che lavorano nel campo della musica sperimentale negli Stati Uniti, Regno Unito, e in altri paesi influenzati dalle estetiche di Cage.
- Letteralità - Musica che rifiuta l'estetica come forza motivante per la creazione e la ricerca del suono, utilizzando sia gli elementi base delle composizioni orchestrali (letteralità rigorosa) o suoni presenti nelle proprie prestazioni (letteralità diretta).
- Microtonalità - Un passo di intervallo che è più piccolo di un semitono. Che include un quarto di tono e intervalli ancora più piccoli. I compositori, per esempio, dividono gli ottavi in 22, 31, 43, 53, 72, ecc. microtoni, sia equamente che non, e utilizzano successivamente questi come basi per le loro composizioni.

## Tecniche

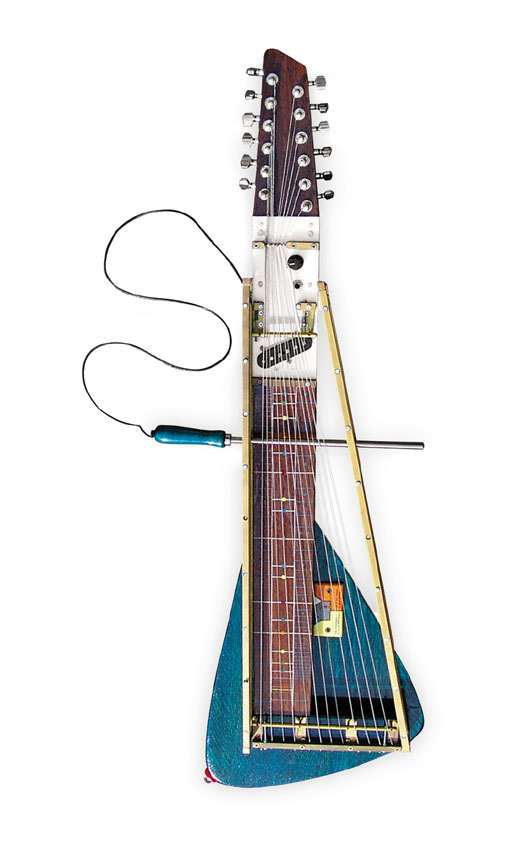
Moodswinger, Yuri Landman

Alcune delle tecniche più comuni sono:
- Tecniche di estensione: Qualsiasi certo numero di metodi nell'esecuzione di uno strumento musicale che sono unici, innovativi, e qualche volta considerati impropri.
  - Strumenti appositamente modificati, "preparati", nella loro tonalità e nelle caratteristiche della produzione del suono. Per esempio, gli arrangiamenti chitarristici possono aver un peso molto preponderante ad un certo punto, cambiando le proprie caratteristiche armoniche (Keith Rowe è uno dei musicisti che ha sperimentato ciò con le tecniche di una chitarra preparata). Il pianoforte preparato di Cage fu uno dei primi strumenti. Una forma diversa non è rappresentata da corde pensili, ma ciascuna di esse divisa in due con un terzo ponte e suonata dalla parte inversa, provocando effetti da campane risonanti dai toni armonici nella parte del pick-up.
  - Tecniche di esecuzione non convenzionali, ad esempio, le corde sul pianoforte possono essere direttamente manipolate invece di essere suonate nella maniera più classica, un'innovazione di Henry Cowell conosciuta anche come pianoforte a corda, una dozzina o più tasti di pianoforte che possono essere premuti simultaneamente per produrre un cluster (un'altra tecnica utilizzata da Cowell), o la rotazione di un piolo di una chitarra mentre si esegue una nota, (chiamata "glissando").
- Integrazione di strumenti, intonazioni, ritmi o scale appartenenti a tradizioni musicali non occidentali.
- Accordatura di strumenti elettronici con scale diverse da quella cromatica, frazionando gli intervalli tra le note e creando così melodie ed armonie assolutamente non convenzionali per l'orecchio.
- Utilizzo di fonti sonore diverse rispetto agli strumenti musicali tradizionali, come secchi della spazzatura, squilli telefonici e lo sbattere delle porte.
- Suonando in totale libertà rispetto alle scritture musicali proposte, senza rispettare l'altezza, la durata, il volume, ecc.
- Utilizzo di una notazione grafica, 'istruzioni' scritte o rappresentate graficamente non convenzionali, attivamente interpretate dagli esecutori stessi. John Cage è accreditato per il distacco della radicalità musicale,[senza fonte] tanto da essere influente ad altri numerosi artisti come La Monte Young, George Brecht, George Crumb, Annea Lockwood, Brian Eno, Krzysztof Penderecki e altri.
- La creazione di strumenti musicali sperimentali per rafforzare i timbri delle composizioni e ricercare nuove tecniche di esecuzione. Artisti come Harry Partch, Luigi Russolo, Bradford Reed, Yuri Landman.